# Joseph Vilsmaier
Joseph Vilsmaier (Monaco di Baviera, 24 gennaio 1939 – Monaco di Baviera, 11 febbraio 2020) è stato un direttore della fotografia, regista, produttore cinematografico e sceneggiatore tedesco, a lungo attivo sia per il cinema che per la televisione.

## Biografia
Fu sposato con Dana Vávrová, attrice che diresse più di una volta, fino alla morte di lei, avvenuta nel 2009. Dal matrimonio nacquero tre figlie.

## Filmografia

### Regista cinematografico
- Herbstmilch (1989)
- Rama Dama (1991)
- Stalingrad (1993)
- Charlie & Louise - Das doppelte Lottchen (1994)
- Schlafes Bruder (1995)
- Und keiner weint mir nach (1996)
- Comedian Harmonists (1997)
- Marlene (2000)
- Leo und Claire (2001)
- Bergkristall (2004)
- Der letzte Zug (2006)
- Die Geschichte vom Brandner Kaspar (2008)
- Nanga Parbat (2010)